# Фантастични господин Лисац
„Фантастични господин Лисац“ (енгл. „Fantastic Mr. Fox“) је амерички анимирани филм из 2009. режисера Веса Андерсона. Снимљен је у продукцији 20th Century Fox-а.

## Улоге
| Глумац          | Улога          |
| --------------- | -------------- |
| Џорџ Клуни      | господин Лисац |
| Мерил Стрип     | Фелисити Лисац |
| Џејсон Шварцман | Еш             |
| Бил Мари        | адвокат Беџер  |
| Робин Харлстон  | Волтер         |
| Мајкл Гамбон    | Френклин Бин   |
| Вилем Дафо      | Пацов          |
| Адријен Броди   | Рикити         |
| Овен Вилсон     | Скип           |